# Třída Gloire (1900)
Třída Gloire byla třída pancéřových křižníků francouzského námořnictva. Celkem bylo postaveno pět jednotek této třídy. Ve službě byly v letech 1903–1933. Účastnily se první světové války. Jeden ztroskotal a ostatní byly vyřazeny.

## Stavba
Celkem bylo postaveno pět jednotek této třídy. Do služby byly přijaty v letech 1903–1904.
Jednotky třídy Gloire:
| Jméno        | Loděnice                            | Založení kýlu | Spuštěna    | Vstup do služby | Poznámka |
| ------------ | ----------------------------------- | ------------- | ----------- | --------------- | --- |
| Amiral Aube  | Chantiers de Penhoët, Saint-Nazaire | říjen 1899    | květen 1902 | 1904            | Od roku 1916 v rezervě, vyřazen 1922. |
| Condé        | Arsenal de Lorient                  | březen 1901   | březen 1902 | 1904            | Vyřazen 1933. Sloužil jako plovoucí kasárna. Za druhé světové války využíván Němci jako mateřská loď ponorek. Na konci války potopen při náletu. |
| Gloire       | Arsenal de Lorient                  | září 1899     | červen 1900 | 1904            | Vyřazen 1922. |
| Marseillaise | Arsenal de Brest                    | leden 1900    | červen 1900 | 1903            | Od roku 1925 dělostřelecká cvičná loď, vyřazen 1929.                                                                                             |
| Sully        | Chantiers de Penhoët, La Seyne      | červen 1899   | červen 1901 | 1903            | Dne 30. září 1905 ztroskotal v zátoce Ha Long v Indočíně.                                                                                        |

## Konstrukce

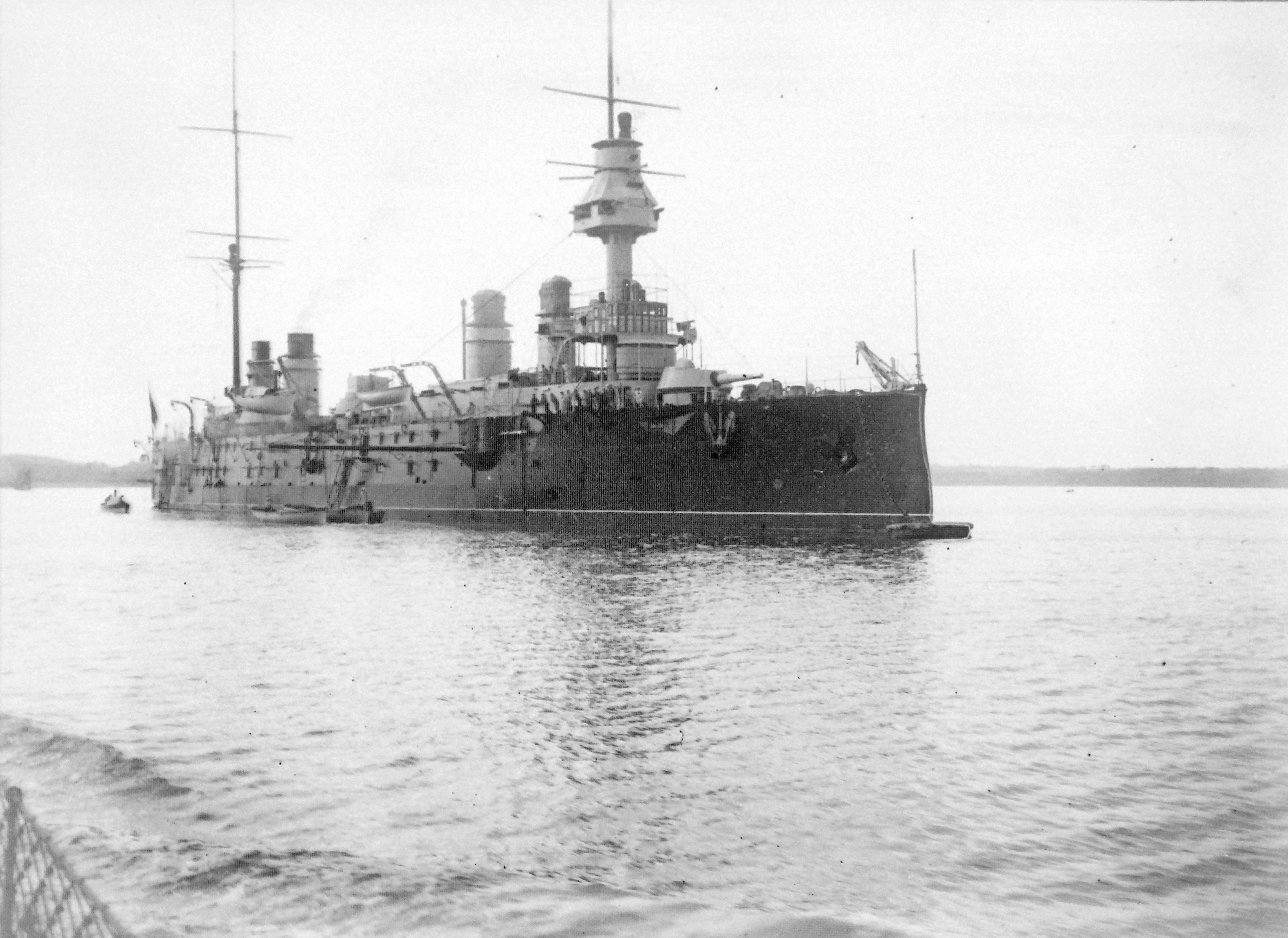
Amiral Aube

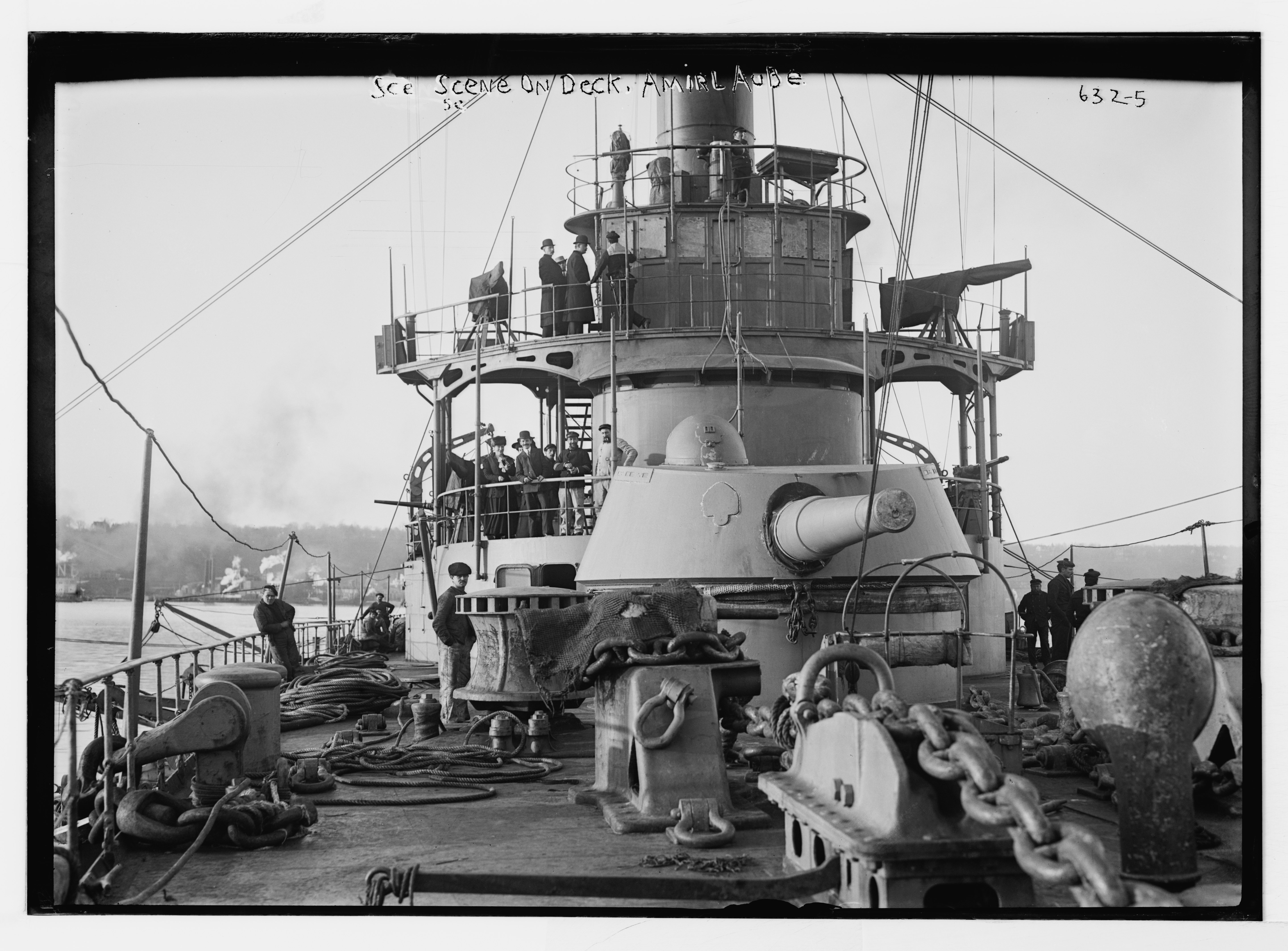
Amiral Aube

Hlavní výzbroj tvořily dva 194mm kanóny v jednodělových věžích na přídi a zádi a osm 164mm kanónů sekundární ráže, které byly umístěny ve čtyřech jednodělových věžích a ve čtyřech kasematách. Doplňovalo je šest 100mm kanónů, osmnáct 47mm kanónů a dva 450mm torpédomety. Pohonný systém křižníku Gloire tvořilo 28 kotlů Niclausse a tři parní stroje s trojnásobnou expanzí o výkonu 21 800 hp, pohánějící tři lodní šrouby. Nejvyšší rychlost dosahovala 21,5 uzlu. Dosah byl 4000 námořních mil při rychlosti 18 uzlů.